# Spinning Vibe
Spinning Vibe (eerder Il Gladiatore) is een attractie in het familiepretpark Walibi Holland in Biddinghuizen.

## Algemeen
De attractie werd gebouwd door HUSS Park Attractions en is van het type Huss Magic. De opening vond plaats in 2000.
Bijzonder aan deze attractie is dat, in tegenstelling tot de meeste attracties in Walibi, het ritverloop van tevoren niet vast staat. De operator bepaalt dit ritverloop. Hierdoor kan deze rit op het ene moment als zeer tam worden ervaren, terwijl deze in handen van een andere operator als zeer ruw ervaren wordt.
In 2011 kreeg de attractie een nieuw uiterlijk. Ook werden er lichteffecten en muziek toegevoegd.
In 2024 is deze flatride opnieuw geschilderd (van oranje naar blauw) en heeft deze nieuwe muziek gekregen. 

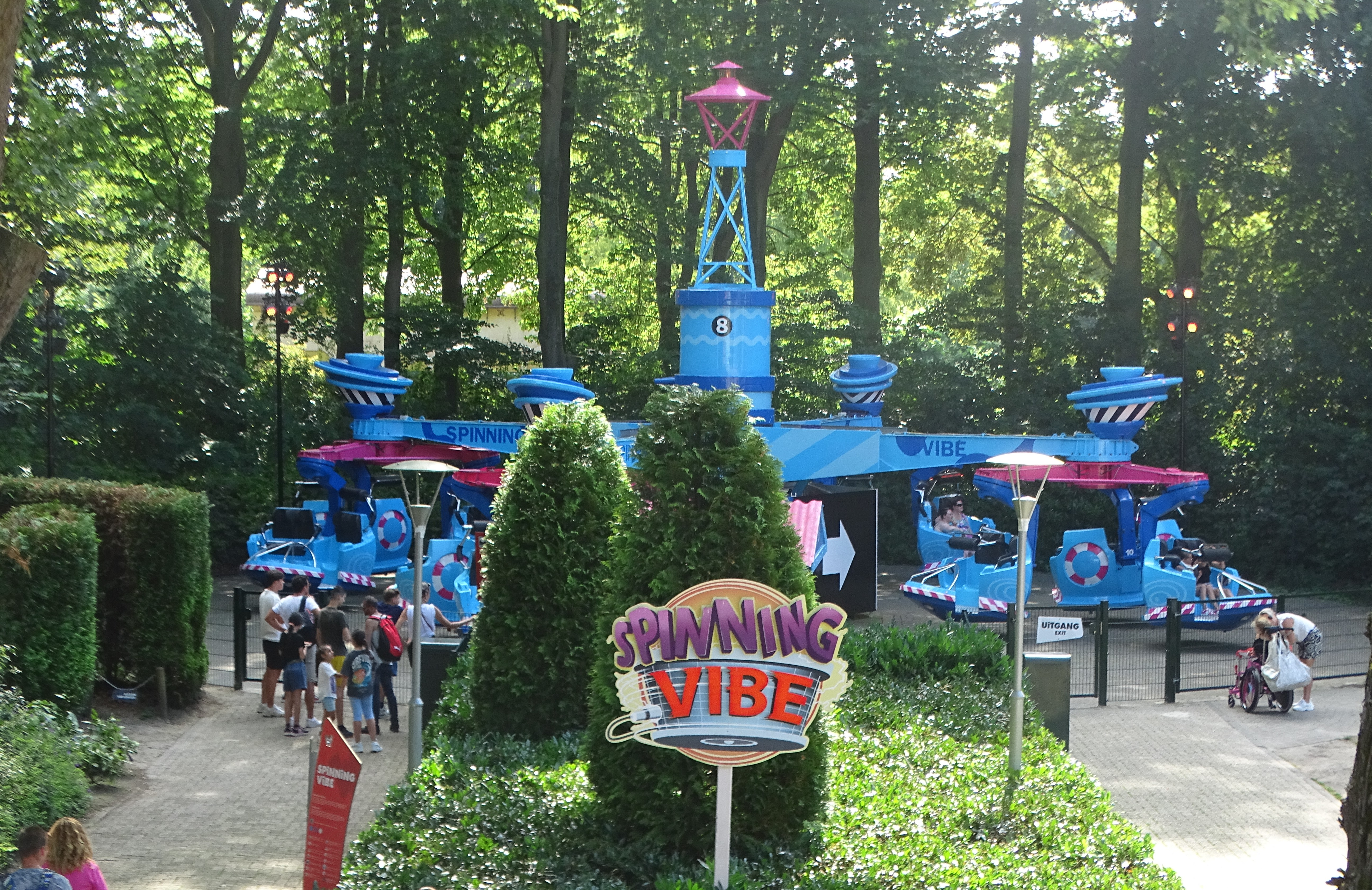
Spinning Vibe (2024).

Afbeeldingen · Lijst van attracties